# Reinold von Thadden
Reinold von Thadden, également connu sous le nom de Reinold von Thadden-Trieglaff (13 août 1891 - 10 octobre 1976)  est un avocat et homme politique allemand, membre de l'Église confessante et fondateur de l'assemblée de l'Église protestante allemande et son premier président. 

## Biographie

### Jeunesse
Reinold Leopold Adolf Ludwig von Thadden est né le 13 août 1891 à Mohrungen en province de Prusse-Orientale. Il fait partie de la famille von Thadden, une famille prussienne illustre. Ses frères et sœurs Elisabeth von Thadden, Marie-Agnes (« Anza »), Helene et Ehrengard (« Eta ») et son demi-frère Adolf von Thadden. Son arrière-grand-père Adolf von Thadden-Trieglaff, dont le nom reprend celui de la propriété familiale de Trieglaff (en polonais Trzygłów), était un homme politique conservateur et l'un des animateurs du Réveil piétiste en Poméranie à partir de 1820.
Reinold von Thadden étudie les sciences politiques et le droit aux universités de Paris, Leipzig, Munich et Greifswald. Dans cette dernière université, il soutient en 1920 une thèse sur le droit international et la Société des Nations et obtient un doctorat en droit. Après ses études, il reprend la gestion des domaines familiaux de Trieglaff et de Gruchow en Poméranie. Il participe à la Première Guerre mondiale au sein du 17e régiment de dragons (de), et termine lieutenant de réserve.

### Carrière politique
Sous la République de Weimar, Reinold von Thadden adhère au Parti populaire national allemand, un parti de droite conservateur, et, en mars 1933, il est élu sous cette étiquette au Landtag de l'État libre de Prusse, mais celui-ci est dissous la même année.

### Activité au sein de l'église protestante pendant les années 1930
De 1932 à 1944, il a été membre du Synode général de l'Église protestante de l'Union prussienne, et à partir de 1933, il fait partie de l'Église confessante. En mai 1934, il est élu président du synode confessionnel de l'opposition à Stettin et, la même année, il fait partie des signataires de la Déclaration de Barmen qui condamne l'antisémitisme prôné par le parti nazi et le mouvement des chrétiens allemands qui cherche à prendre le contrôle des églises protestantes allemandes pour le compte des nazis. Il fait donc partie de la résistance de l'Église contre le national-socialisme. Il a été membre du Conseil des frères (de), une entité non officielle qui représentait l'église confessante au sein de l'Église protestante de l'Union prussienne, puis du Conseil de l'Église protestante allemande et membre du Conseil des frères de l’Église protestante provinciale de Poméranie.
En 1937, Reinold von Thadden fait partie des signataires de la "Déclaration des 96 dirigeants de l'Église protestante" contre le théoricien nazi Alfred Rosenberg, à la suite de la publication par ce dernier du pamphlet Protestantische Rompilger (en). En 1937 et 1946, il a été vice-président de la Fédération universelle des étudiants chrétiens. 

### Deuxième Guerre mondiale
En 1940, Reinold von Thadden est mobilisé dans la Wehrmacht et sert comme commandant militaire de la ville de Louvain de 1942 à 1944. Il y intervient à plusieurs reprises en faveur de la population civile, prenant le risque de s'opposer aux SS. Transféré sur le front de l'Est, il est capturé par l'armée soviétique peu avant la fin du conflit et interné dans un camp de travail forcé près de l'Arctique. Pendant cette période, il développe la vision d'un rassemblement de l'Église protestante. Il est libéré en décembre 1945. Trois de ses 5 fils perdent la vie pendant la deuxième Guerre mondiale.

### Activité au sein de l'église protestante après-guerre
De retour en Allemagne, il travaille pour le Conseil œcuménique des églises, au nom duquel il rend visite aux prisonniers de guerre allemands en Belgique en 1947. Il se rend notamment à Louvain, où il est honoré par une réception festive.
À partir de la semaine protestante de Francfort en 1948, les préparatifs se sont intensifiés pour le premier Kirchentag de l'Église protestante allemande, qui se tient à Hanovre en 1949 sous la devise "Église en mouvement". Il en est élu président et occupe ce poste jusqu'en 1964. Il a ensuite conservé la présidence d'honneur de cette réunion biennale des chrétiens protestants jusqu'à sa mort. 
Il décède le 10 octobre 1976 à Fulda.

## Famille
Thadden épouse le 19 janvier 1921 à Brückenau en Basse-Franconie Elisabeth Freiin von Thüngen (née le 7 juillet 1893 à Bamberg et décédée le 4 octobre 1988 à Gersfeld). Elle est la fille du trésorier communal et colonel bavarois Rudolf Freiherr von Thüngen, seigneur du manoir de Heilsberg près de Zeitlofs, et d'Elisabeth, princesse d'Ysenburg et de Büdingen. 
Ils ont cinq fils et une fille : Ernst Dietrich von Thadden (1922-1942), Leopold von Thadden (1923-1943), Franz-Lorenz von Thadden (1924-1979), Elisabeth Ehrengard von Thadden (1926-1926), Bogislav von Thadden (1927-1945) et l'historien Rudolf von Thadden (1932-2015). Ernst Dietrich, Leopold et Bogislav sont morts au champ d'honneur pendant la Seconde Guerre mondiale.
Sa sœur Elisabeth von Thadden, son aînée d'un an, a été condamnée à mort en 1944 en tant que résistante et exécutée en septembre 1944. Sa petite-fille, la journaliste Elisabeth von Thadden (née en 1961), est membre du présidium du Congrès de l'Église protestante allemande depuis 2009.
Son demi-frère Adolf von Thadden (1921-1996) a été président du NPD de 1967 à 1971. 

## Distinctions
- Grand commandeur de l'ordre du Mérite de la République fédérale d'Allemagne.
- Doctorat honoris causa de plusieurs universités, dont l'Université de Kiel, l'Université d'Aberdeen, l'Université de Chicago et l'Université de Paris.
- Commandeur honoraire de la branche protestante de l'Ordre de Saint-Jean.

## Sources
- (de) Ernst Kienast, Handbuch für den Preußischen Landtag. Ausgabe für die 5. Wahlperiode, Berlin, 1933, p. 390.
- (de) Werner Hühne, Thadden-Trieglaff. Ein Leben unter uns, Stuttgart, Kreuz, 1959
- (de) Harald Schroeter, Kirchentag als vor-läufige Kirche : der Kirchentag als eine besondere Gestalt des Christseins zwischen Kirche und Welt. (Praktische Theologie heute, Band 13), Stuttgart / Berlin / Köln, Kohlhammer, 1993 (ISBN 3-17-012556-7), p. 352–427.
- (de) Burkard Krug, Biographisch-Bibliographisches Kirchenlexikon (BBKL), vol. 14, Herzberg, Bautz, 1998 (ISBN 3-88309-073-5), « Thadden-Trieglaff, Reinold von », p. 1542–1544.
- (de) Genealogisches Handbuch des Adels, Adelige Häuser A Band XXV, Band 117 der Gesamtreihe, C. A. Starke Verlag, Limburg (Lahn), 1998 (ISSN 0435-2408), p. 520.
- (de) Harald Schroeter-Wittke, Theologische Realenzyklopädie, vol. 33, Berlin, De Gruyter, 2002, « Thadden-Trieglaff, Reinold von », p. 168–172.